# Fatih Harbiye
Fatih Harbiye è un serial televisivo drammatico turco composto da 50 puntate suddivise in due stagioni, trasmesso su Fox (ep. 1-15) e Show TV (ep. 16-50) dal 31 agosto 2013 al 10 dicembre 2014. È un libero adattamento dell'omonimo romanzo del 1931 dello scrittore turco Peyami Safa.

## Trama
Neriman Solmaz è una giovane ragazza che vive nel quartiere Fatih di Istanbul e si ritrova intrappolata tra tradizione e modernità. Da un lato c'è il compagno d'infanzia Şinasi, con il quale è cresciuta a Fatih e dall'altro lato Macit Arcaoğlu, un uomo dalla ricca classe alta della moderna Istanbul.

## Puntate
| Stagione         | Puntate | Prima TV Turchia | Prima TV Italia |
| ---------------- | ------- | ---------------- | --------------- |
| Prima stagione   | 40      | 2013-2014        | inedita         |
| Seconda stagione | 10      | 2014             | inedita         |

## Personaggi e interpreti
- Neriman Solmaz, interpretata da Neslihan Atagül.
- Macit Arcaoğlu, interpretato da Kadir Doğulu.
- Şinasi, interpretato da Yunus Emre Yıldırımer.
- Pelin Demirhan, interpretata da Dilara Öztunç.
- Rüya, interpretata da Başak Parlak.
- Fahriye, interpretata da Seda Türkmen.
- Şahika, interpretata da Pınar Dikici.
- Özgür, interpretato da Emre Yılmaz.
- İnci Arcaoğlu, interpretata da Itır Esen.
- Gülter, interpretato da Uğur Demirpehlivan.
- Faiz Solmaz, interpretato da Okday Korunan.
- Cihan, interpretato da Fırat Topkorur.
- Aslı, interpretata da Gökçe Akyıldız.
- Zehra, interpretata da Süeda Çil.
- Duygu Demirhan, interpretata da Olcay Yusufoğlu.
- Kader, interpretata da Seher Terzi.
- Feyza, interpretata da Gamze Süner Atay.
- Nezahat, interpretato da Sevinç Sırma.
- Özlem, interpretata da Ebru Şam.
- Kerim Arcaoğlu, interpretato da Özhan Carda.
- Selim Demirhan, interpretato da Mehmet Uslu.
- Emre, interpretato da Yusuf Baymaz.
- Ismail, interpretato da Şadi Aymutlu.
- Figen, interpretato da Serap Engin.
- Cemal Usta, interpretato da Kahraman Sivri.
- Asım, interpretato da Ateş Fatih Uçan.
- Erdinç, interpretato da Ergün Demir.
- Nadir, interpretato da Murat Göksu.
- Bora, interpretato da Serkan Şenalp.
- Aras, interpretato da Barış Hacıhan.
- Nihat, interpretato da Özdemir Çiftçioğlu.

## Produzione
La serie è diretta da Sadullah Celen, scritta da Hayriye Ersöz e prodotta da Koliba Film.

### Riprese
Le riprese sono state effettuate a Istanbul (in particolare ad Arnavutköy, Balat, Beykoz, Beyoğlu, Fatih, Harbiye, Yalıköy, Şişli e Taksim), Karatepe, Smirne (in particolare a Sığacık) e nella Cappadocia.

## Distribuzione
In Turchia la serie è andata in onda dal 31 agosto 2013 al 10 dicembre 2014: la prima stagione è stata trasmessa dal 31 agosto 2013 al 21 giugno 2014, mentre la seconda ed ultima stagione dal 20 settembre al 10 dicembre 2014. Le prime 15 puntate sono state trasmesse su Fox fino al 14 dicembre 2013, mentre le rimanenti 34 puntate su Show TV dal 21 dicembre 2013 al 10 dicembre 2014.